# Brütsch Mopetta
La Brütsch Mopetta è un'automobile monoposto a tre ruote, presentata all'IFMA nel 1956 e prodotta fino al 1958 in 14 esemplari, di cui oggi ne sono sopravvissuti solo 5 fra collezioni e musei automobilistici. È stata la più piccola di una serie di microautomobili progettate e realizzate dall'imprenditore ed ex pilota Egon Brütsch e soprannominata "la più piccola decappottabile del mondo".

## Caratteristiche tecniche

### Meccanica
La Mopetta impiega un motore MOTA a 2 tempi di derivazione motociclistica. Un alesaggio del cilindro di 38,0 millimetri e una corsa del pistone di 43,0 millimetri si traduce in una cilindrata di circa 48,8 centimetri cubici. Raffreddato ad aria, con avviamento a strappo, il motore era posto lateralmente rispetto al guidatore, con trasmissione a catena sulla sola ruota posteriore sinistra. Il cambio è a tre marce, senza retromarcia.
La batteria è da 6 Volt / 11 Ah e l'alternatore fornisce solo 17 watt.
Per l'esigua cilindrata era considerata, sul piano normativo, un ciclomotore; poteva quindi essere guidata senza patente ma limitata in velocità.

### Telaio
La carrozzeria è in fibra di vetro, senza porte, con capote pieghevole, rimovibile e trasparente. La forma ad uovo è modellata solo in corrispondenza dei parafanghi posteriori. Sul frontale è presente un faro singolo e un parabrezza frameless di plexiglas che protegge il cruscotto.
La carrozzeria è imbullonata a un semplice telaio tubolare in acciaio, collegato a un manubrio a forcella di tipo motociclistico sui quali sono montati i comandi acceleratore, freno anteriore e frizione. Il freno anteriore funge anche da freno di stazionamento. Il freno posteriore è azionato dall'unico pedale dell'abitacolo. Tutte le ruote sono fissate a forcelle con un impianto di ammortizzatori in gomma progettato dallo stesso Brütsch.

## Prestazioni
La massima velocità raggiungibile è di 35 km/h.
Il consumo medio è di 2 litri per 100 km. Con un serbatoio di 7 litri, l'autonomia stimata è di 350 km.